# Anthaxia angulinota
Anthaxia angulinota es una especie de escarabajo del género Anthaxia, familia Buprestidae. Fue descrita científicamente por Bílý en 1984.